# غاسبار دي إسبينوزا
غاسبار دي إسبينوزا هو محامي وعسكري وسياسي إسباني، ولد في 1484 في Medina de Rioseco ‏ في إسبانيا، وتوفي في 14 فبراير 1537 في كوسكو في بيرو.